# Szwadron Kawalerii KOP „Budsław”

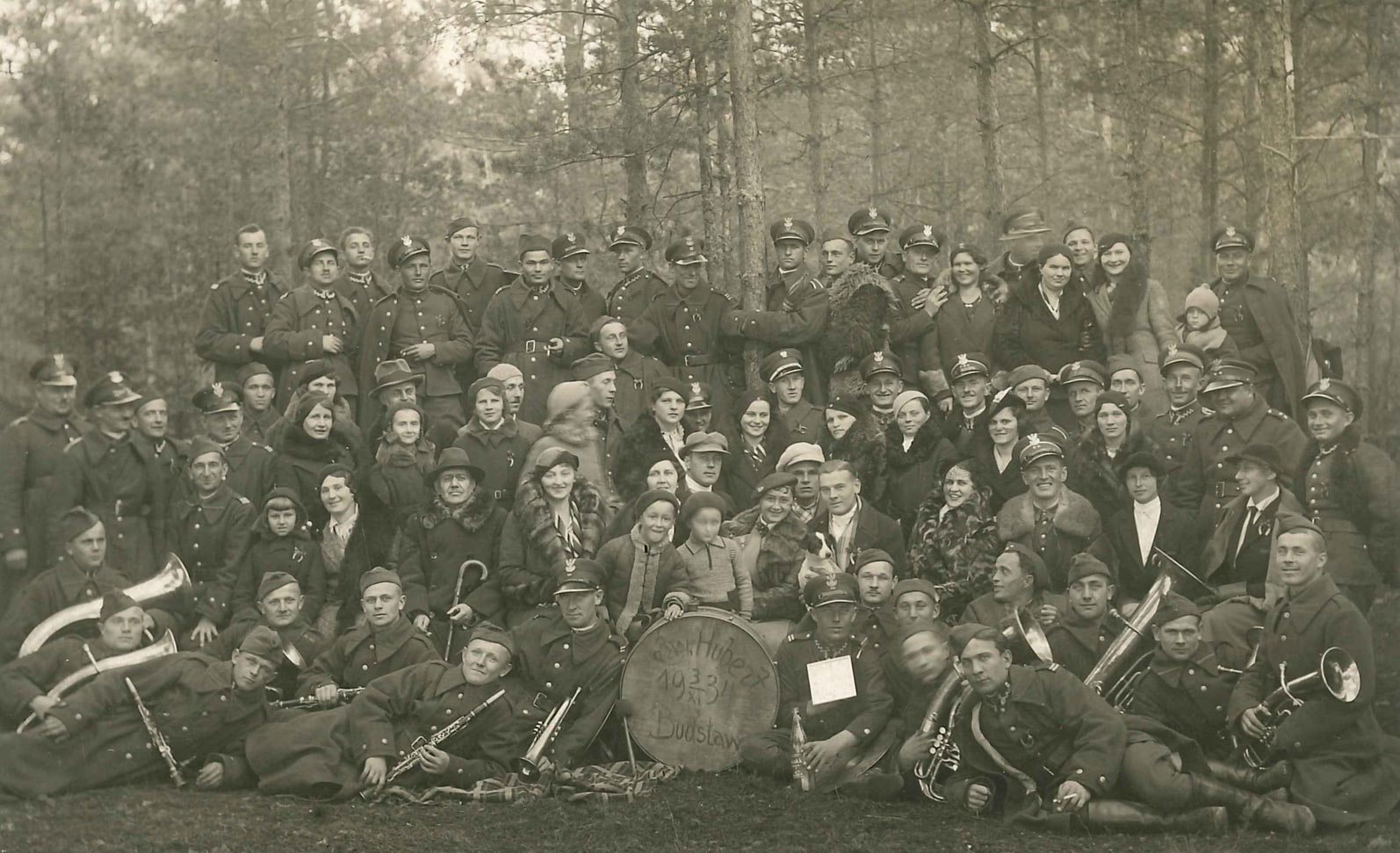
Oficerowie i żołnierze szwadronu kawalerii KOP „Budsław” wraz z rodzinami (dzień św. Huberta - 3.XI.1934, Budsław). Pośród stojących widoczny (po prawej stronie) dowódca szwadronu - rotmistrz Jerzy Starża-Majewski.

1 Szwadron Kawalerii KOP „Budsław” – pododdział kawalerii Korpusu Ochrony Pogranicza.

## Formowanie i zmiany organizacyjne
Na posiedzeniu Politycznego Komitetu Rady Ministrów, w dniach 21–22 sierpnia 1924, zapadła decyzja powołania Korpusu Wojskowej Straży Granicznej. 12 września 1924 Ministerstwo Spraw Wojskowych wydało rozkaz wykonawczy w sprawie utworzenia Korpusu Ochrony Pogranicza, a 17 września instrukcję określającą jego strukturę. W 1924, w składzie 3 Brygady Ochrony Pogranicza, został sformowany 1 szwadron kawalerii KOP. W skład szwadronu wchodzić miały cztery plutony liniowe i drużyna dowódcy szwadronu. Według etatu szwadron liczyć powinien trzech oficerów, 19 podoficerów i 65 ułanów. Na uzbrojeniu posiadał 77 karabinków, 7 pistoletów oraz 82 szable. Z dniem 4 października 1924 na stanowisko dowódcy szwadronu został przeniesiony rotmistrz Jerzy Baliński z 4 pułku Ułanów Zaniemeńskich.
Szwadron był podstawową jednostką taktyczną kawalerii KOP. Zadaniem szwadronu było prowadzenie działań pościgowych, patrolowanie terenu, w dzień i w nocy, na odległości nie mniejsze niż 30 km, a także utrzymywanie łączności między odwodami kompanijnymi, strażnicami i sąsiednimi oddziałami oraz eskortowanie i organizowanie posterunków pocztowych. Wymienione zadania szwadron realizował zarówno w strefie nadgranicznej, będącej strefą ścisłych działań KOP, jak również w pasie ochronnym sięgającym około 30 km w głąb kraju. Szwadron był też jednostką organizacyjną, wyszkoleniową, macierzystą i pododdziałem gospodarczym . Jednostką administracyjną dla szwadronu był pułk KOP „Wilejka”, ale zaopatrywał go batalion KOP „Budsław”.
Latem 1929 szwadron wszedł w skład pułku KOP „Wilejka”. W lipcu 1929 zreorganizowano kawalerię KOP. Zorganizowano dwie grupy kawalerii. Podział na grupy uwarunkowany był potrzebami szkoleniowymi i zadaniami kawalerii KOP w planie „Wschód”. Szwadron wszedł w skład grupy północnej. Przyjęto też zasadę, że szwadrony przyjmą nazwę miejscowości będącej miejscem ich stacjonowania. Obok nazw geograficznych, do 1931 stosowano również numer szwadronu.
W 1934(?)1932roku dokonano kolejnego podziału szwadronów. Tym razem na trzy grupy inspekcyjne. Szwadron wszedł w skład grupy północnej.
W 1938 nastąpiła reorganizacja podporządkowania i struktur kawalerii KOP. Szwadrony zakwalifikowano do odpowiednich typów jednostek w zależności od miejsca stacjonowania. Szwadron zakwalifikowano do grupy II. Organizacja szwadronu kawalerii na dzień 20 listopada 1938 przedstawiała się następująco: dowódca szwadronu, szef szwadronu, drużyna ckm, drużyna gospodarcza, patrol telefoniczny i dwa plutony liniowe po cztery sekcje, w tym sekcję rkm . Liczył 2 oficerów, 1 chorążego, 6 podoficerów zawodowych, 4 podoficerów nadterminowych i 72 ułanów. Na uzbrojeniu posiadał 2 ckm, 2 rkm, 73 karabinki, 76 szabel. Posiadał też 83 konie wierzchowe.
23 marca 1939 szwadron został zmobilizowany, a trzy dni później przetransportowany w rejon Wielunia, gdzie wszedł w skład ćwiczebnego pułku kawalerii, a w maju w skład 1 pułku kawalerii KOP jako jego I szwadron.

## Żołnierze szwadronu
Dowódcy szwadronu
- rtm. Jerzy Baliński[24] (od 4 października 1924)
- rtm. Tadeusz Nowakowski (był w 1927[25]  – III 1932)
- rtm. Jerzy Michał Starża - Majewski (był w 1934)[f]
- rtm. Marian Szalewicz z 14 p.uł. (29 października 1936[25]  – września 1939)[22][21]

Obsada personalna w marcu 1939
Ostatnia „pokojowa” obsada oficerska szwadronu
- dowódca szwadronu – rtm. Marian Szalewicz
- oficer szwadronu – rtm. Jan Przeździecki

Obsada personalna 1 szwadronu 1 pkaw KOP:
- dowódca szwadronu – rtm. Marian Szalewicz[h]
- dowódca 1 plutonu – por. Tadeusz Dudziński z 11 p.uł.
- dowódca 2 plutonu – ppor. rez. Zygmunt Stryczyński z 17 p.uł.
- dowódca 3 plutonu – ppor. rez. Michal Gutsche z 17 p.uł.(?)[i]
- szef szwadronu – N.N.